# دهستان ارمو
ارمو، دهستانی از توابع بخش مرکزی شهرستان دره‌شهر در استان ایلام ایران است.مردم این دهستان همگی لرتبار و از ایل زینی وند هستند.

## جمعیت
براساس سرشماری سال ۱۴۰۰جمعیت آن ۱۵۰۰۰نفر بوده‌است.